# Kaskade
Kaskade (Ryan Raddon, n. 25 februarie 1972), este un DJ și producător muzical american.
În 2000, după ce s-a mutat la San Francisco, a început să lucreze ca un A&R asistent pentru Om Records. Primul său single, „What I Say”, a fost lansat în 2001.

## Albume
- 2003: It's You, It's Me
- 2004: In the Moment
- 2006: Here and Now
- 2006: Love Mysterious
- 2007: Bring the Night
- 2008: Strobelite Seduction
- 2009: The Grand
- 2010: Dynasty
- 2010: Dance Love
- 2013: Atmospher
- 2015: Automatic